# Pudasjärvi
Pudasjärvi est une ville du nord de la Finlande, dans la région d'Ostrobotnie du Nord.

## Géographie
Pudasjärvi est une commune gigantesque, la plus étendue du pays hors de Laponie. Elle est plus grande que l'île de Bali ou que la moitié des départements français.
La commune est traversée par le fleuve Iijoki qui coule d'est en ouest.
Le territoire présente deux types de paysages principaux :
- L'ouest de la municipalité est plat, annonçant les plaines d'Ostrobotnie, couvert de dizaines de milliers d'hectares de marais inhospitaliers. Ces terres n'ont pas été mises en valeur contrairement au reste du pays en raison du climat hostile et de la faible densité de population.
- L'est est vallonné, ressemblant plus au Kainuu ou au Koillismaa, couvert de forêts denses et sauvages. On y trouve le tunturi le plus méridional du pays, le mont Iso-Syöte et sa petite station de sports d'hiver. Géologiquement, on trouve des roches âgées de 3,5 milliards d'années, les plus vieilles de l'Union européenne.

Une partie du parc national de Syöte de situe sur la commune.
Pudasjärvi est bordée par les régions et municipalités suivantes :
- En Laponie, Ranua au nord et Posio au nord-est.
- Côté Kainuu, Suomussalmi et Puolanka au sud-est.
- Les autres communes appartiennent à la région d'Ostrobotnie du Nord, à savoir Taivalkoski à l'est, Utajärvi au sud, Ylikiiminki au sud-ouest, Yli-Ii et Kuivaniemi à l'ouest.

## Démographie
Depuis 1980, l'évolution démographique de Pudasjärvi est la suivante :
| Année      | 1980   | 1985   | 1990   | 1995   | 2000   | 2005  |
| ---------- | ------ | ------ | ------ | ------ | ------ | ----- |
| population | 11 493 | 11 453 | 11 173 | 10 958 | 10 044 | 9 380 |
| Année      | 2010   | 2017   | 2020   |        |        |       |
| population | 8 827  | 8 257  | 7 860  |        |        |       |

Pour freiner la diminution de la population, la municipalité décide en 2011 de favoriser l'immigration. Les mesures prises concernent notamment les personnes provenant de Russie, d'Estonie et du Canada, et les réfugiés en provenance de la République démocratique du Congo.

## Transports
La ville est traversée par la route nationale 20 qui va d'Oulu à Kuusamo.
Elle est aussi traversée par la kantatie 78 qui va de Kajaani à Rovaniemi et reliée à Ii par la seututie 855 et à Ranua par la seututie 858.
Elle se situe à 152 km de Rovaniemi, 85 km d'Oulu, 126 km) de Kuusamo et 697 km de la capitale Helsinki.

## Économie

### Principales entreprises
En 2020, les principales entreprises de Pudasjärvi par chiffre d'affaires sont :
| Société                        | C.A.  |
| ------------------------------ | ----- |
| Kontiotuote Oy                 | 61 M€ |
| K-Rauta Pudasjärvi             | 4 M€  |
| Neste Pudasjärvi Pietarilantie | 4 M€  |
| Kuljetuspudas Oy               | 3 M€  |
| Metsäpesälä Oy                 | 3 M€  |
| M-Tavaratalo Pudasjärvi        | 3 M€  |
| Kuljetus Luokkanen Oy          | 3 M€  |
| IKH: Koskitraktori Oy          | 3 M€  |
| Pudasjärven Lämpö Oy           | 3 M€  |
| Pudasjärven Vuokratalot Oy     | 2 M€  |

### Employeurs
En 2020, ses plus importants employeurs sont:
| Employeur                         | Employés |
| --------------------------------- | -------- |
| Kontiotuote Oy                    | 233      |
| Metsäpesälä Oy                    | 32       |
| Hiihtokeskus Iso-Syöte Oy         | 20       |
| Kuljetus Luokkanen Oy             | 15       |
| Veljekset Tauriainen Oy           | 13       |
| Rakennusliike Asuntoinsinöörit Oy | 12       |
| HKP Niskala Oy                    | 11       |
| Hotelli Iso-Syöte                 | 10       |
| Kuljetus Sampo Puurunen Oy        | 10       |
| Pudasjärven Lämpö Oy              | 7        |

## Histoire
Les premiers colons venus de Savonie s'installent à Pudasjärvi vers 1570, dans une région auparavant peuplée par les tribus Saames. Le village et ses environs se développent lentement et atteignent les 10 000 habitants en 1927.[réf. nécessaire]
Les premiers combats de la guerre de Laponie ont lieu à Pudasjärvi le 28 septembre 1944.[réf. nécessaire]
La population atteint un maximum de 15 826 habitants en 1963, avant de décliner fortement. La diminution est loin d'être enrayée, la ville perdant au moins 100 habitants chaque année, chassés par un taux de chômage frisant les 25 %.[réf. nécessaire]
Pudasjärvi est devenue une ville le 1er janvier 2004, devenant du même coup la ville la plus étendue de Finlande. Elle a perdu ce titre avec l'agrandissement de Rovaniemi au 1er janvier 2006.[réf. nécessaire]

## Personnalités
- Valter Thomé, architecte
- Kalle Lohi, député, ministre
- Tuomas Sammelvuo, entraîneur[7]
- Kari Tykkyläinen, sculpteur et vidéaste
- Paavo Virkkunen, député, ministre

## Villes jumelles
| Ville | Ville      | Pays | Pays   |
| ----- | ---------- | ---- | ------ |
|       | Kronstadt  |      | Russie |
|       | Loukhi     |      | Russie |
|       | Pyaozersky |      | Russie |
|       | Vindeln    |      | Suède  |

## Galerie

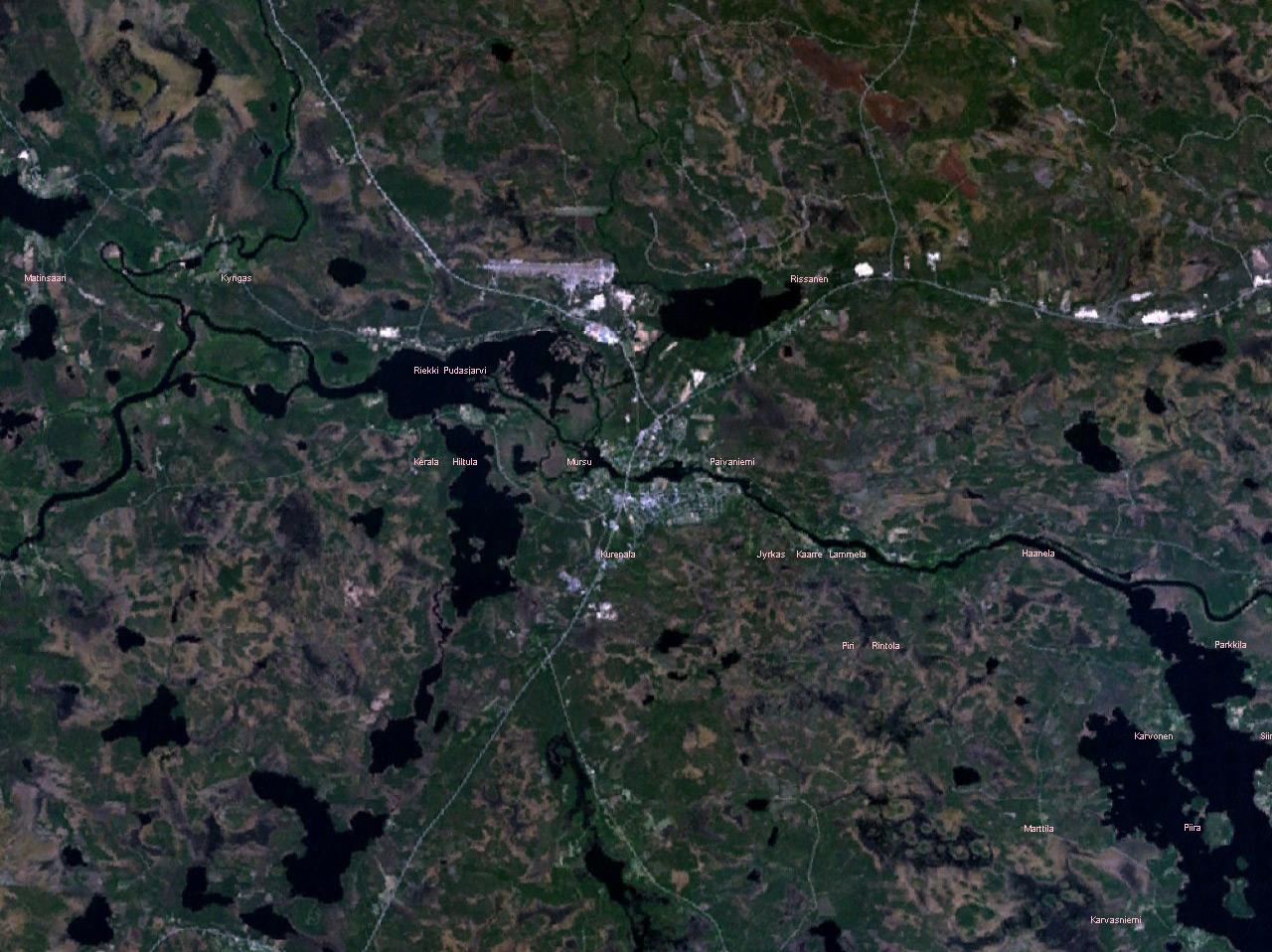
Vue satellitaire du centre de Pudasjärvi.
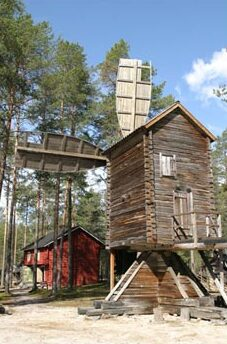
Musée de Pudasjärvi.
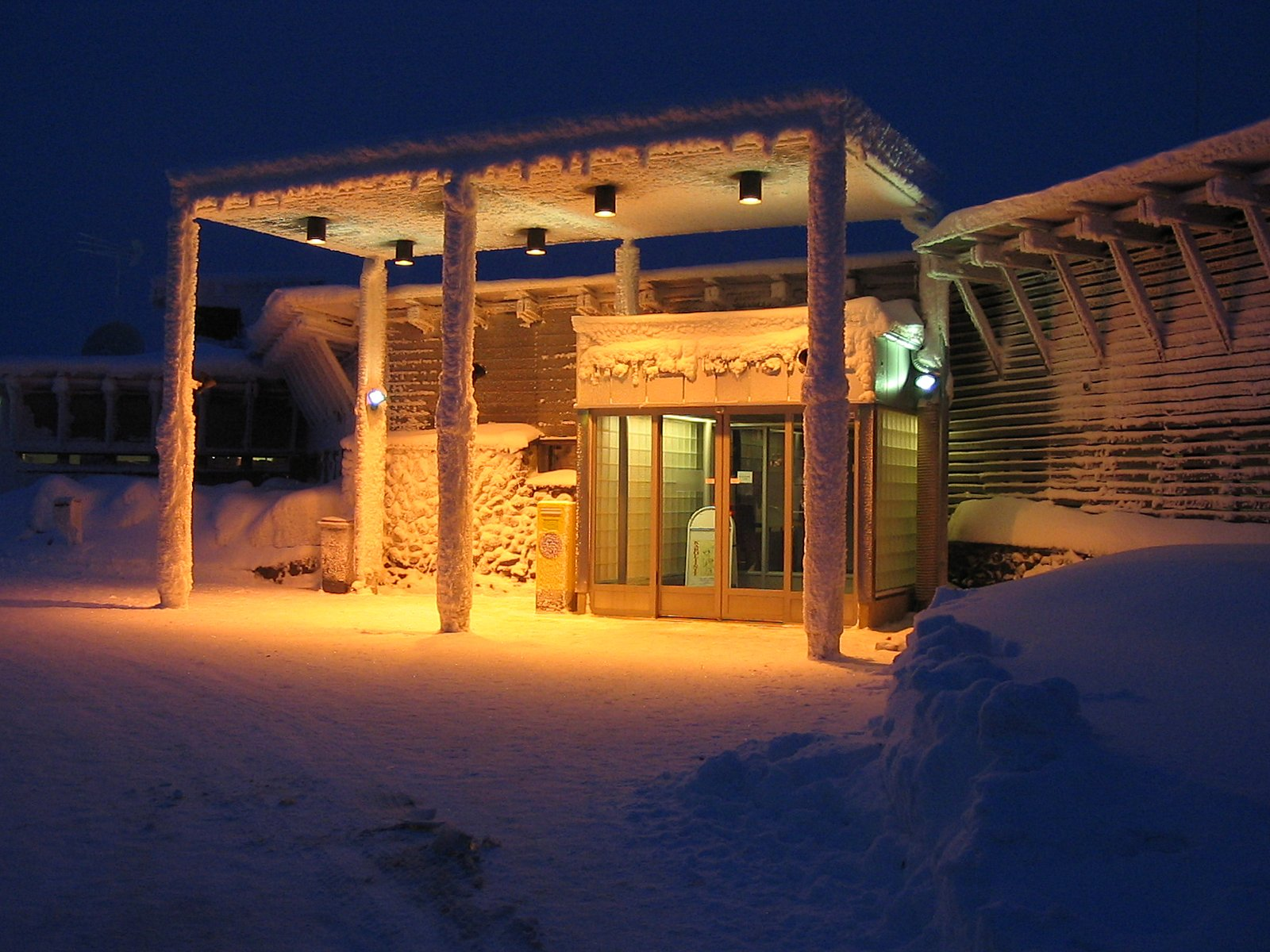
Hôtel Iso Syöte.
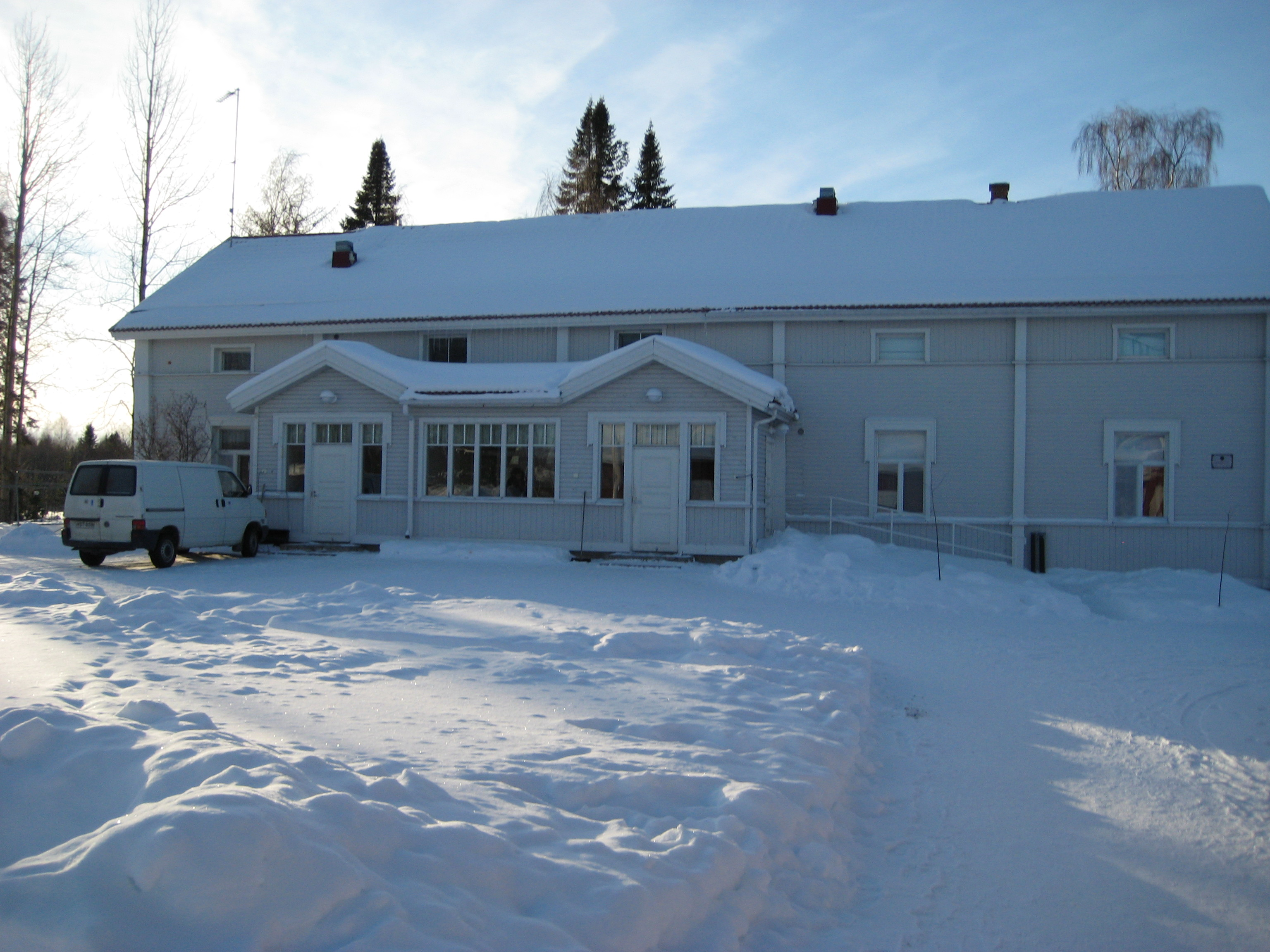
Hilturanta .
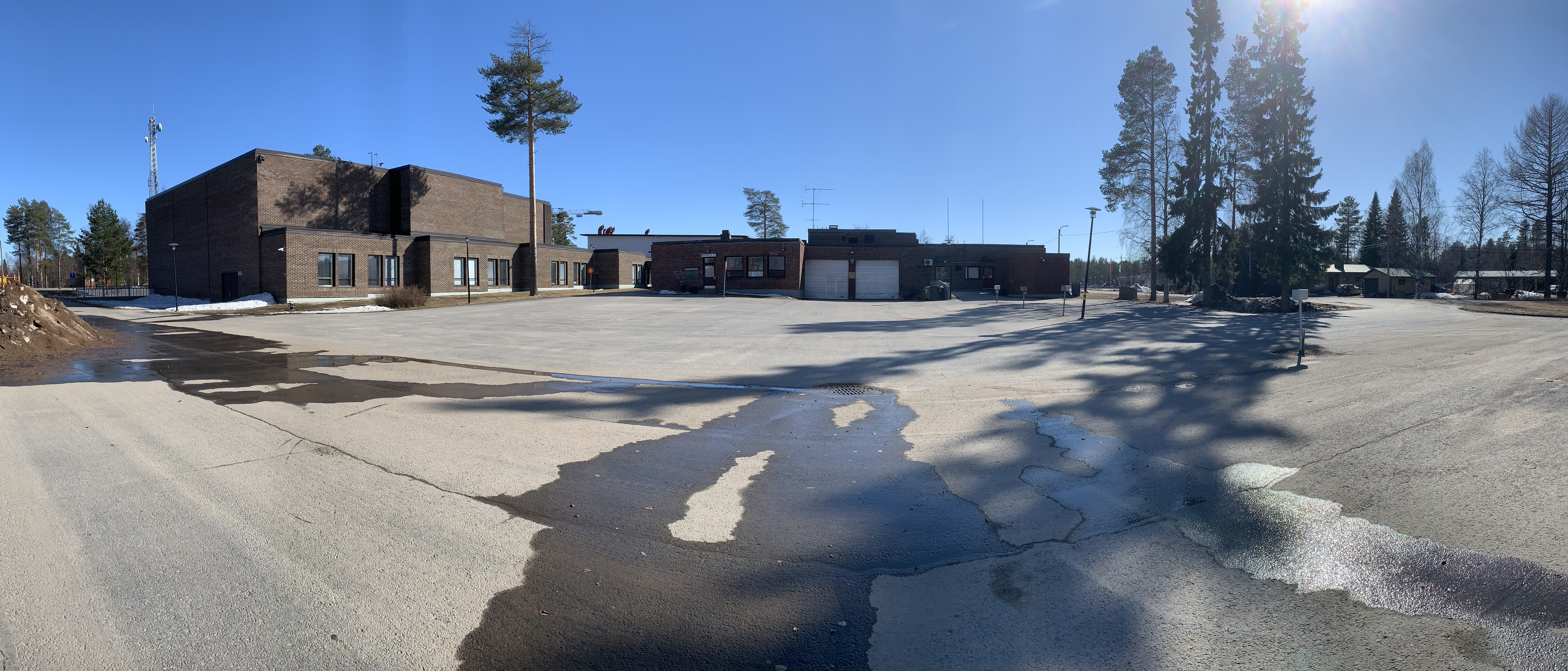
Gymnase et maison des jeunes.